# DVB-S

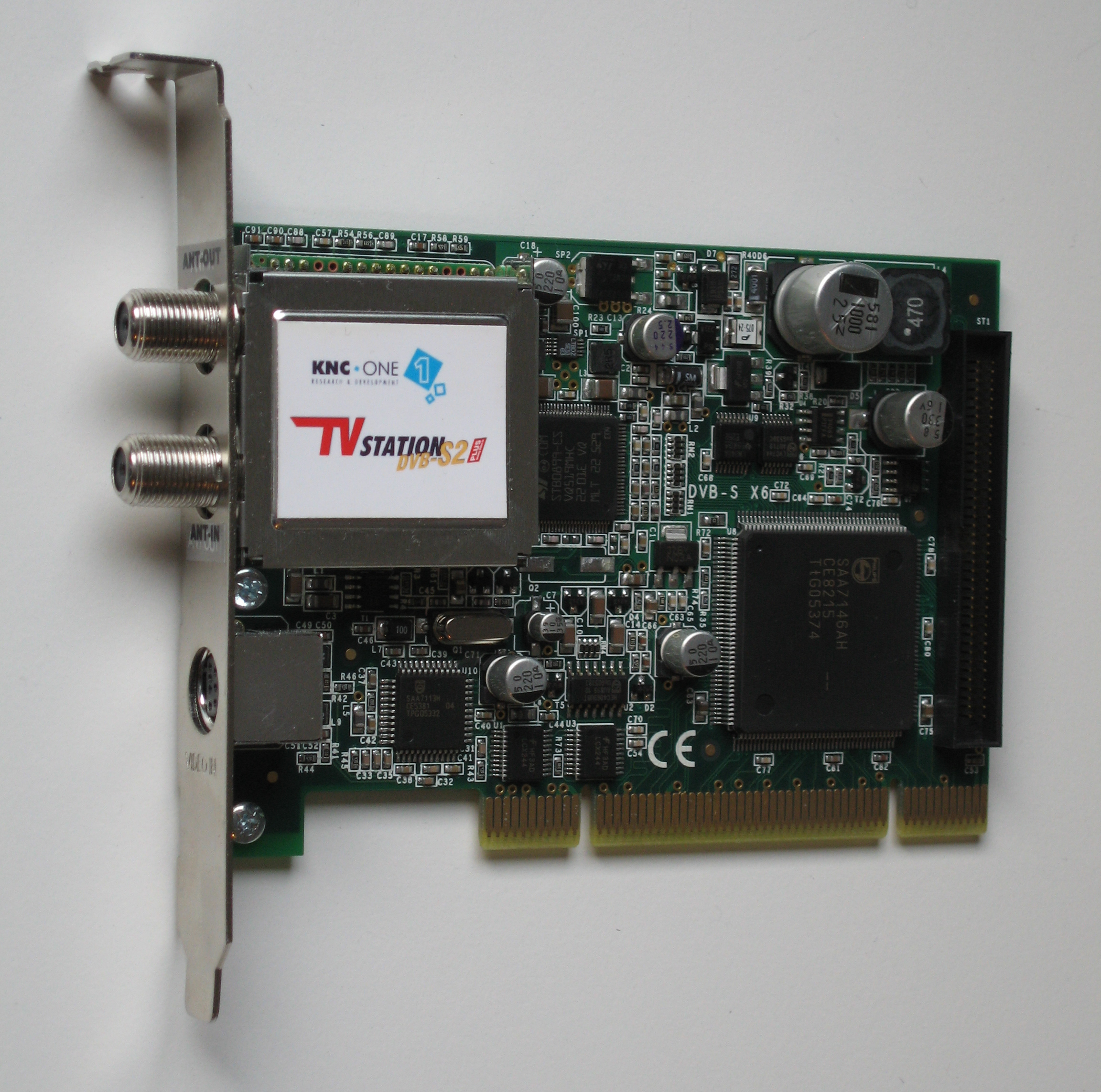
Karta telewizyjna w standardzie DVB-S2

DVB-S (ang. Digital Video Broadcasting – Satellite) – standard systemu telewizji cyfrowej DVB, nadawanej przez satelity. Do kodowania sygnału używa się MCPC oraz SCPC. Do kompresji audio/wideo przyjęto standard MPEG-2, MPEG-4 część 2 oraz niedawno H.264/MPEG-4 AVC.

## DVB-S2
DVB-S2 (ang. Digital Video Broadcasting – Satellite – Second Generation) – rozwinięcie standardu DVB-S, utworzone w 2003 roku. W marcu 2005 roku został uznany przez ETSI za jeden ze standardów nadawania. W Polsce jest wykorzystywany przez platformy cyfrowe: Platforma Canal+ i Polsat Box (na niektórych swoich transponderach). Do kompresji audio/wideo przyjęto standard H.264/MPEG-4 AVC oraz niedawno H.265/HEVC. Umożliwia odbiór programów w wysokiej rozdzielczości przy równoczesnym zastosowaniu MPEG-4, w ultra wysokiej częstotliwości przy zastosowaniu HEVC.
|           | DVB-S                                                     | DVB-S2                                             |
| --------- | --------------------------------------------------------- | -------------------------------------------------- |
| FEC       | Kodowanie splotowe + Reed-Solomon 1/2, 2/3, 3/4, 5/6, 7/8 | LDPC + BCH 1/2, 3/5, 2/3, 3/4, 4/5, 5/6, 8/9, 9/10 |
| Modulacje | QPSK                                                      | QPSK, 8PSK, 16APSK, 32APSK                         |

### DVB-S2X
Ponadto istnieje rozszerzenie standardu DVB-S2 pod nazwą DVB-S2X, który w swoim założeniu znosi wszelkie ograniczenia swojego poprzednika, umożliwiając pełną swobodę w kształtowaniu pojemności transpondera do aktualnych potrzeb potencjalnego nadawcy.